# 拉古萨 (西西里)
拉古萨（義大利語：Ragusa）是意大利西西里大区拉古萨省的一个市镇，为拉古萨省的首府，面积442.6平方公里，人口72836人。城市兴建在两个深谷之间宽阔的石灰岩山丘上，海拔520米。
拉古萨附近是重要的农业区。它在1693年曾毁于大地震，5000人死亡。震后重建为巴洛克城市。2002年，它和诺托谷地的另外7个城镇一同被列为世界遗产。

## 友好城市
- 杜布罗夫尼克，克罗地亚

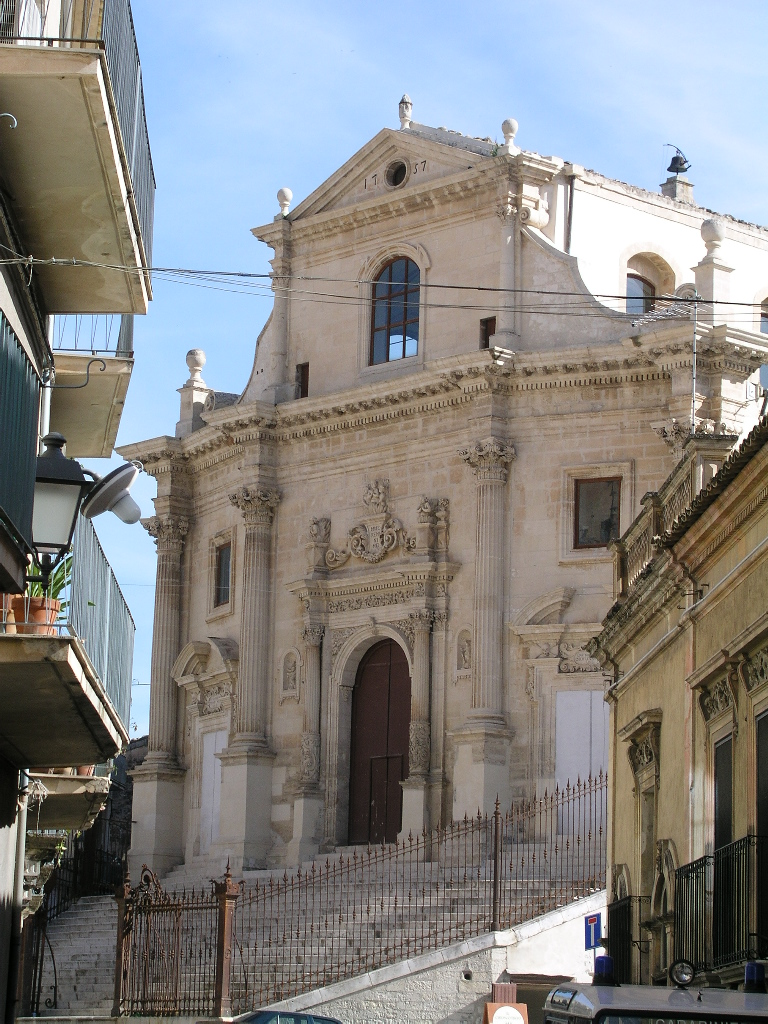
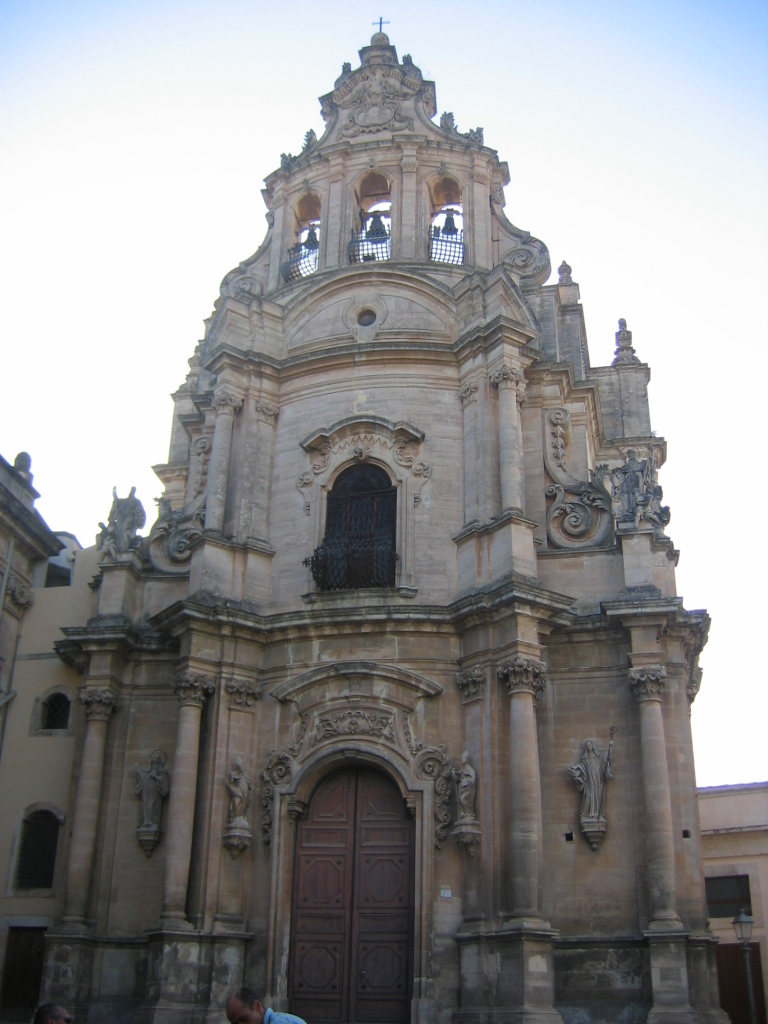
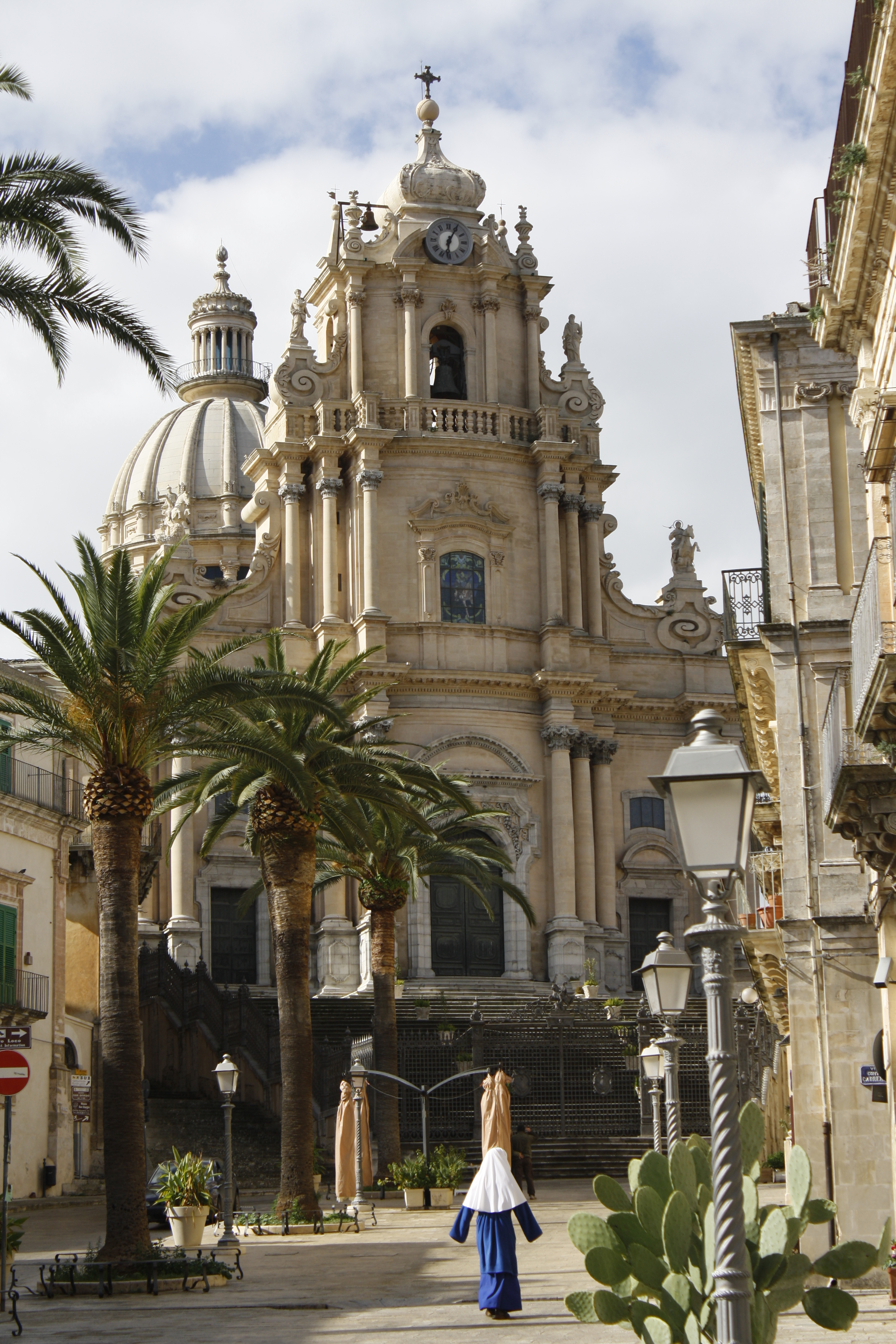

- 莫斯塔, 马耳他
- 小石城，美国
- 亚松森，巴拉圭
- 瓦兹省，法国
- 米兰，意大利